# Hivange
Hivange (Luxemburgs: Héiweng, Duits: Hiwingen) is een plaats in de gemeente Garnich en het kanton Capellen in Luxemburg.

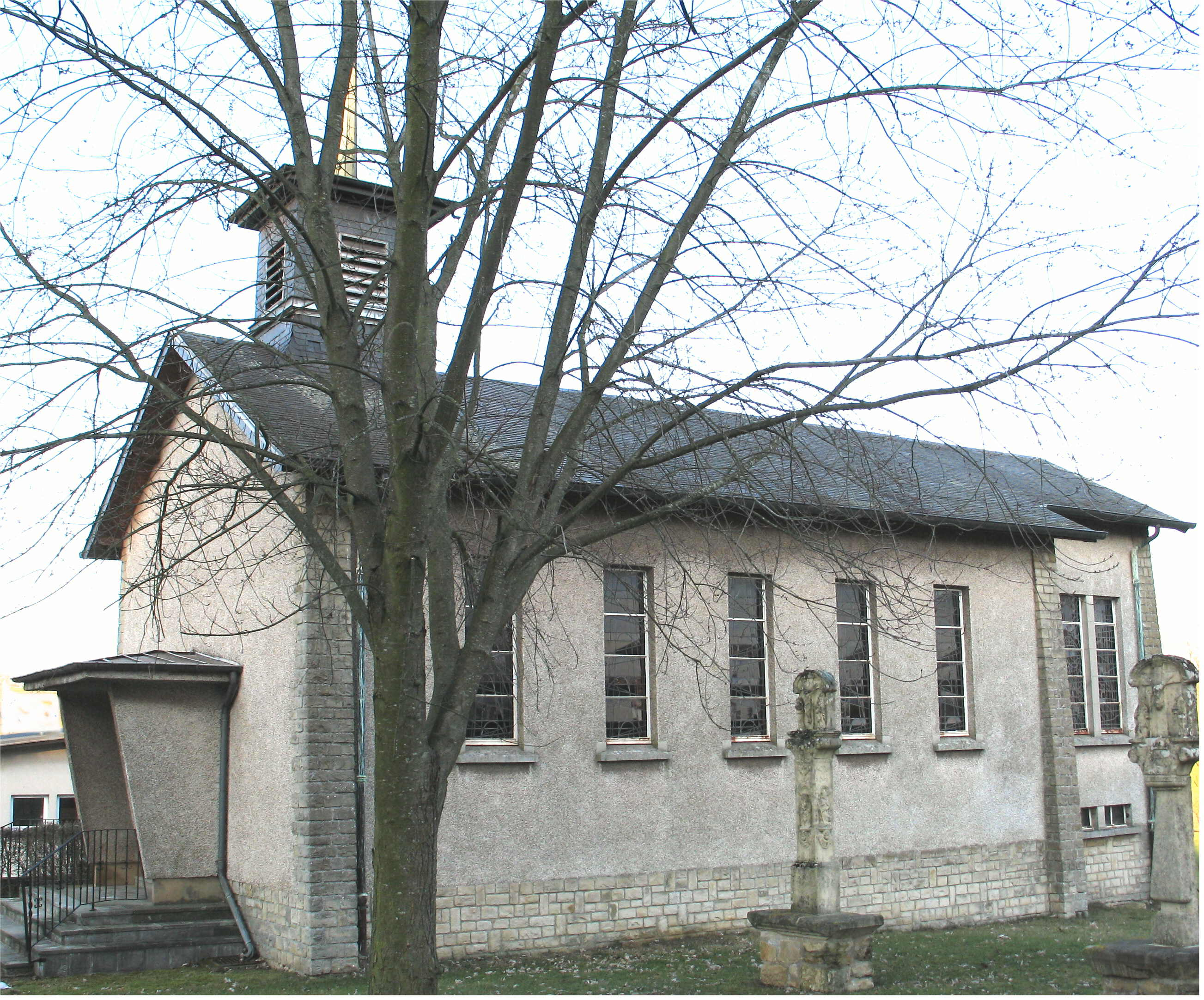
Kapel

Hivange telt 117 inwoners (2001).